# 黑宫清
黑宫清（英語：Kiyoshi Kuromiya，1943年5月9日—2000年5月10日）是一位日裔美国作家和公民权利和政治权利、反戰運動、同性恋解放运动和艾滋病活动家。  黑宫清出生于第二次世界大战期間設置在怀俄明州的日裔美国人拘留营心山。黑宫清後來一度成为马丁·路德·金的助手以及1960年代越南战争的反戰人士。他也是费城同性恋解放阵线的创始人之一。2000年，黑宫清因癌症并发症去世。